# Leitte de Coco
| Críticas profissionais | Críticas profissionais |
| Avaliações da crítica  | Avaliações da crítica  |
| Fonte                  | Avaliação              |
| ---------------------- | ---------------------- |
| Allmusic               | [ 1 ]                  |

Leitte de Coco é o primeiro álbum do multi-instrumentista de sopro gaúcho Dirceu Leitte. Foi lançado em 1993 pelo selo Kuarup/Caju Music.
Conforme o Dicionário Cravo Albin, foi com este trabalho que Dirceu Leitte foi indicado ao 7.º Prêmio Sharp de Música Brasileira na categoria "Revelação Instrumental"

## Faixas
| N.º            | Título                | Compositor(es)                         | Duração |  |
| 1.             | "Atlântico"           | Ernesto Nazareth                       | 02:56   |  |
| 2.             | "Sete Cordas"         | Raphael Rabello / Paulo César Pinheiro | 04:07   |  |
| 3.             | "Minha Vez"           | Pixinguinha                            | 02:58   |  |
| 4.             | "Todo O Sentimento"   | Cristóvão Bastos / Chico Buarque       | 04:08   |  |
| 5.             | "Jazzvanês"           | Dirceu Leitte                          | 03:45   |  |
| 6.             | "Perigoso"            | Orlando Silveira / Esmeraldino Sales   | 02:57   |  |
| 7.             | "Cigarra"             | Milton Nascimento / Ronaldo Bastos     | 03:11   |  |
| 8.             | "Gargalhada"          | Pixinguinha                            | 02:43   |  |
| 9.             | "Simplesmente"        | Dirceu Leitte                          | 03:47   |  |
| 10.            | "Pela Vida"           | Dirceu Leitte                          | 04:23   |  |
| 11.            | "Yulylá"              | Dirceu Leitte                          | 04:17   |  |
| 12.            | "Harmonia Selvagem"   | Dante Santoro                          | 03:45   |  |
| 13.            | "Morena Boca de Ouro" | Ary Barroso                            | 03:12   |  |
| Duração total: | Duração total:        | Duração total:                         | 46:09   |  |

## Prêmios e indicações
| Ano  | Prêmio                                | Categoria              | Trabalho Indicado      | Resultado | Ref.  |
| ---- | ------------------------------------- | ---------------------- | ---------------------- | --------- | ----- |
| 1994 | 7.º Prêmio Sharp de Música Brasileira | Revelação Instrumental | Álbum "Leitte de Coco" | Indicado  | [ 4 ] |